# Коженюв (Люблінське воєводство)
Коженюв (пол. Korzeniów) — село в Польщі, у гміні Уленж Рицького повіту Люблінського воєводства. Населення — 460 осіб (2011).

## Демографія
Демографічна структура станом на 31 березня 2011 року:
|          | Загалом | Допрацездатний вік | Працездатний вік | Постпрацездатний вік |
| -------- | ------- | ------------------ | ---------------- | -------------------- |
| Чоловіки | 223     | 52                 | 140              | 31                   |
| Жінки    | 237     | 48                 | 126              | 63                   |
| Разом    | 460     | 100                | 266              | 94                   |